# Kugutsu

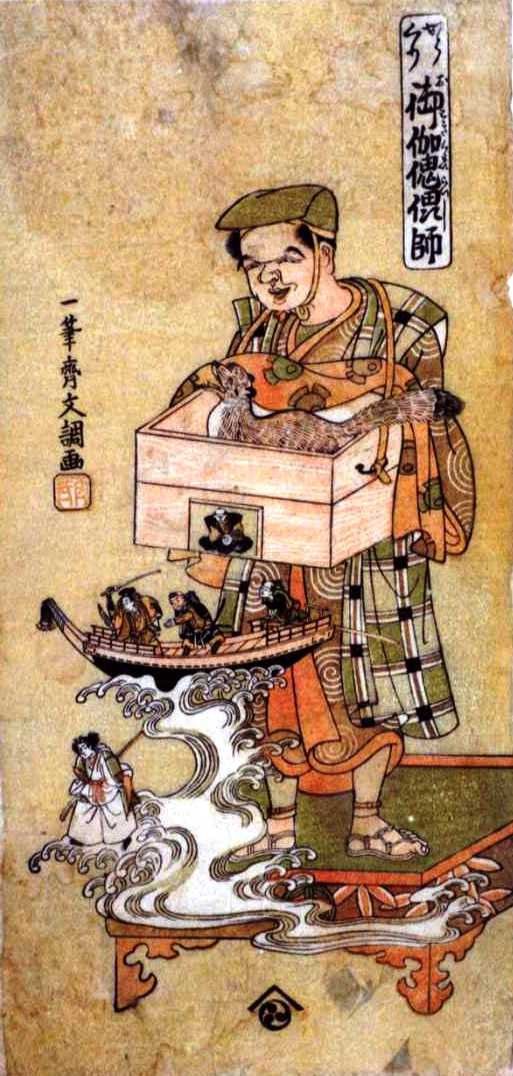
Ippitsusai Buncho, il burattinaio della fata Karakuri

Kugutsu (傀儡?, kugutsu, trad.: burattino, burattinaio) o kairaishi (傀儡子?, kairaishi) è il nome generalmente attribuito alla prima comunità nomade di burattinai conosciuta in Giappone, collocabile nel periodo Heian. Era costituita in prevalenza da cacciatori che viaggiavano per il paese guadagnandosi da vivere in attività di intrattenimento, come le acrobazie, la magia e la manipolazione di burattini.
Le fonti descrivono le donne, kugutsume (傀儡女?, kugutsume, trad. anche come "prostituta"), come dedite all’arte del canto di imayō e saibara, alla danza e al commercio sessuale. Vengono spesso nominate, e a volte confuse, con altre artiste e intrattenitrici sessuali del periodo, le asobi e le shirabyōshi.

## Origini
Tra gli studiosi non vi sono conclusioni condivise sull'origine dei burattini giapponesi, né sull'interpretazione della documentazione disponibile. Si ammette generalmente che essi fin dai tempi antichi venissero usati per scopi religiosi; in un'annotazione dell'VIII secolo il primo nome giapponese documentato risulterebbe essere kugutsu, dall'etimologia incerta, attribuito anche alla comunità di nomadi che si distinsero nell'uso delle marionette a fini prevalentemente di intrattenimento, "come parte dell'importato sangaku".
Negli anni sessanta del Novecento, sotto la spinta degli studi sul folclore giapponese (minzokugaku (民俗学?) hanno ricevuto notevole impulso le ricerche su alcune popolazioni o gruppi marginali, tra cui i kugutsu e le asobi, oggetto di ulteriore approfondimento negli ultimi due decenni del secolo XX.
Gli studiosi hanno generalmente collocato le origini dei kugutsu intorno al IX secolo, ma secondo alcuni autori, come Hayashiya Tatsusaburō, questa popolazione nomade sarebbe esistita già nel periodo Nara, decaduta dalla condizione di cacciatori o pescatori a quella di kojiki (mendicanti).
Anche secondo Tsunoda Ichirō i kugutsu sarebbero il frutto della crisi che avrebbe colpito una categoria sociale, quella dei contadini, caduti in miseria e impossibilitati a pagare tasse divenute troppo gravose; per Wakita Aroku essi sarebbero invece cacciatori e pescatori che vivevano in montagna e che si dedicavano alle arti dello spettacolo come modo per guadagnarsi da vivere.

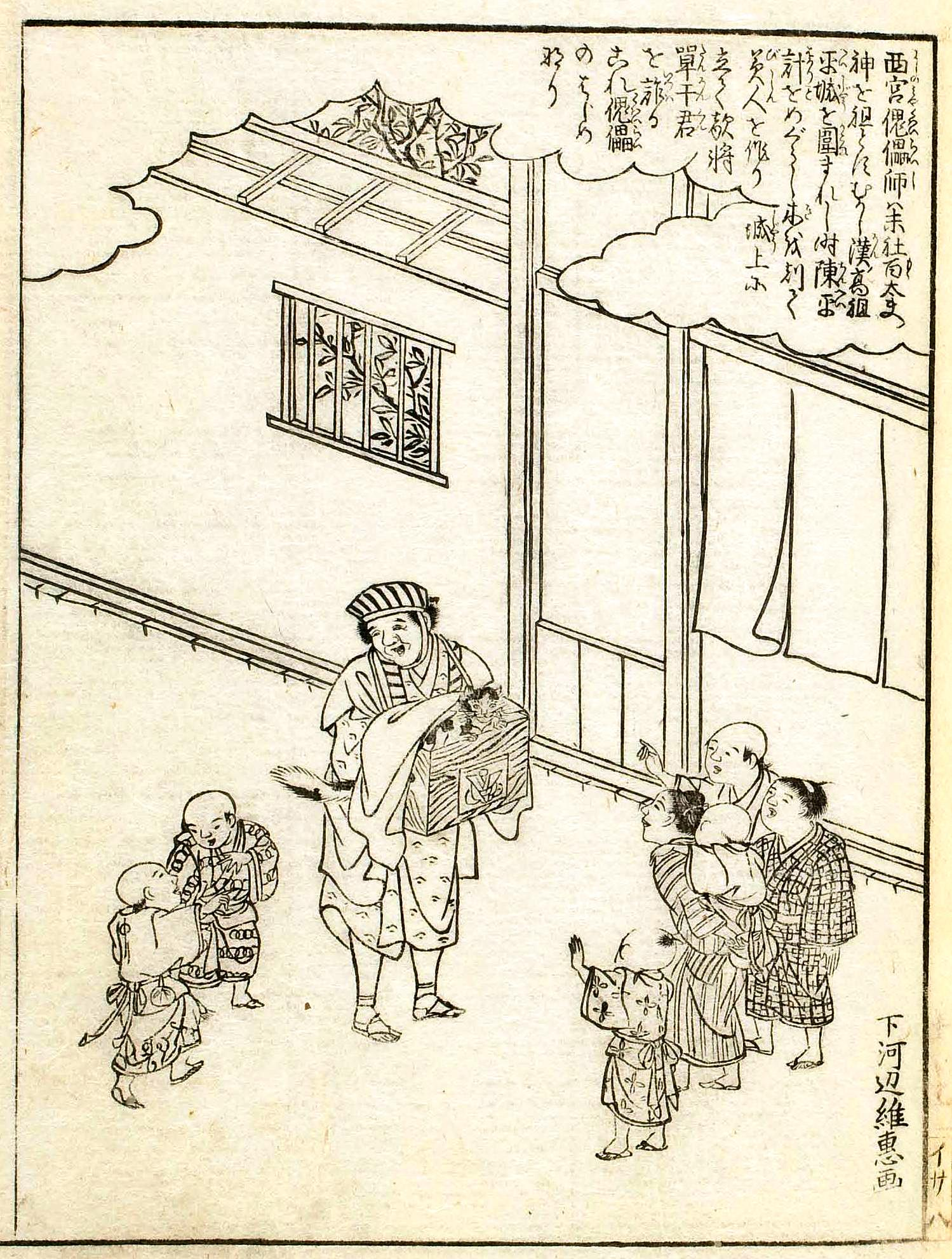
Takehara Shunchosai, Il burattinaio Nishinomiya, Immagine dei luoghi famosi di Setsu, 1796

Se Matsumae Takeshi ha sottolineato le somiglianze tra le tradizioni continentali delle marionette e quelle praticate dal kugutsu, la tesi più nota sull'origine non autoctona dei kugutsu è stata sostenuta da Takigawa Masajirō, secondo il quale essi sarebbero giunti in Giappone dalla Cina attraverso la Corea, importando le arti apprese in Cina o in Asia centrale; questa conclusione negli anni ottanta del Novecento è stata contestata da Fukutō Sanae e Amino Yoshihiko, perché ritenuta frutto di etnocentrismo e di pregiudizio anticoreano.
Nakayama Taro fu uno dei primi studiosi del XX secolo a svolgere uno studio su larga scala della storia della prostituzione in Giappone, esaminandone pratiche e status; egli ha sostenuto che nel periodo pre-Edo esse erano delle miko, sacerdotesse al servizio delle divinità, un'ipotesi condivisa anche dal folclorista Yanagita Kunio, che, riferendosi alle donne kugutsu, ukareme e asobi, ha identificato le loro origini nelle sciamane. Usando burattini come Hyaku Dayū/Hyaku Kami, esse avrebbero introdotto la venerazione dei kami lungo le strade che percorrevano; il commercio sessuale sarebbe stato solo un complemento secondario della loro funzione religiosa. Anche secondo Gorai Shigeru i kugutsu eseguivano rituali sciamanici per garantire la prosperità, utilizzando statuine di legno che rappresentavano il dio da loro invocato.
Nel suo studio centrato sulla tradizione delle marionette dell'isola di Awaji, Jane Marie Law, concentrandosi sul teatro di figura giapponese come tradizione rituale, ha esaminato e interpretato i modi in cui gli antichi burattinai fungevano da mediatori tra il mondo umano e quello divino. La studiosa statunitense ha osservato come il termine di derivazione cinese ningyō 人形 (burattino), affermatosi verso la fine del periodo Heian sui precedenti haniwa, hitogata, kokeshi, kugutsu, sia formato da due ideogrammi: nin 人“essere umano/persona” e gyō 形 “forma”. Nel contesto più ampio del giapponese rituale, ningyō è usato per riferirsi ad una vasta gamma di oggetti (ad esempio statuette, effigi, bambole, fantocci), sia statici che manipolati, che nella storia religiosa giapponese fungevano da dimora spirituale di divinità o spiriti evocati da figure sciamaniche, nei riti di pacificazione per allontanare le calamità, o da sostituto degli esseri umani nei riti di purificazione e guarigione. I primi burattinai erranti erano chiamati con diversi nomi: kugutsu e ebisu-mawashi, Dōkunbō-mawashi, deko-mawashi, hako-mawashi, Sanbaso-mawashi, o semplicemente ningyō-mawashi. Essi potevano compiere esorcismi e purificazioni e si  esibivano davanti a un pubblico che comprendeva tutti i livelli della società, compresi l'imperatore e la corte.
Le finalità rituali-religiose e divinatorie svolte attraverso le marionette nell'antico Giappone, avrebbero lasciato il posto, nel periodo Heian, alla funzione ludica e di intrattenimento rappresentata dai burattinai itineranti, i kugutsu mawashi.

### Il mito di Hyakudayū

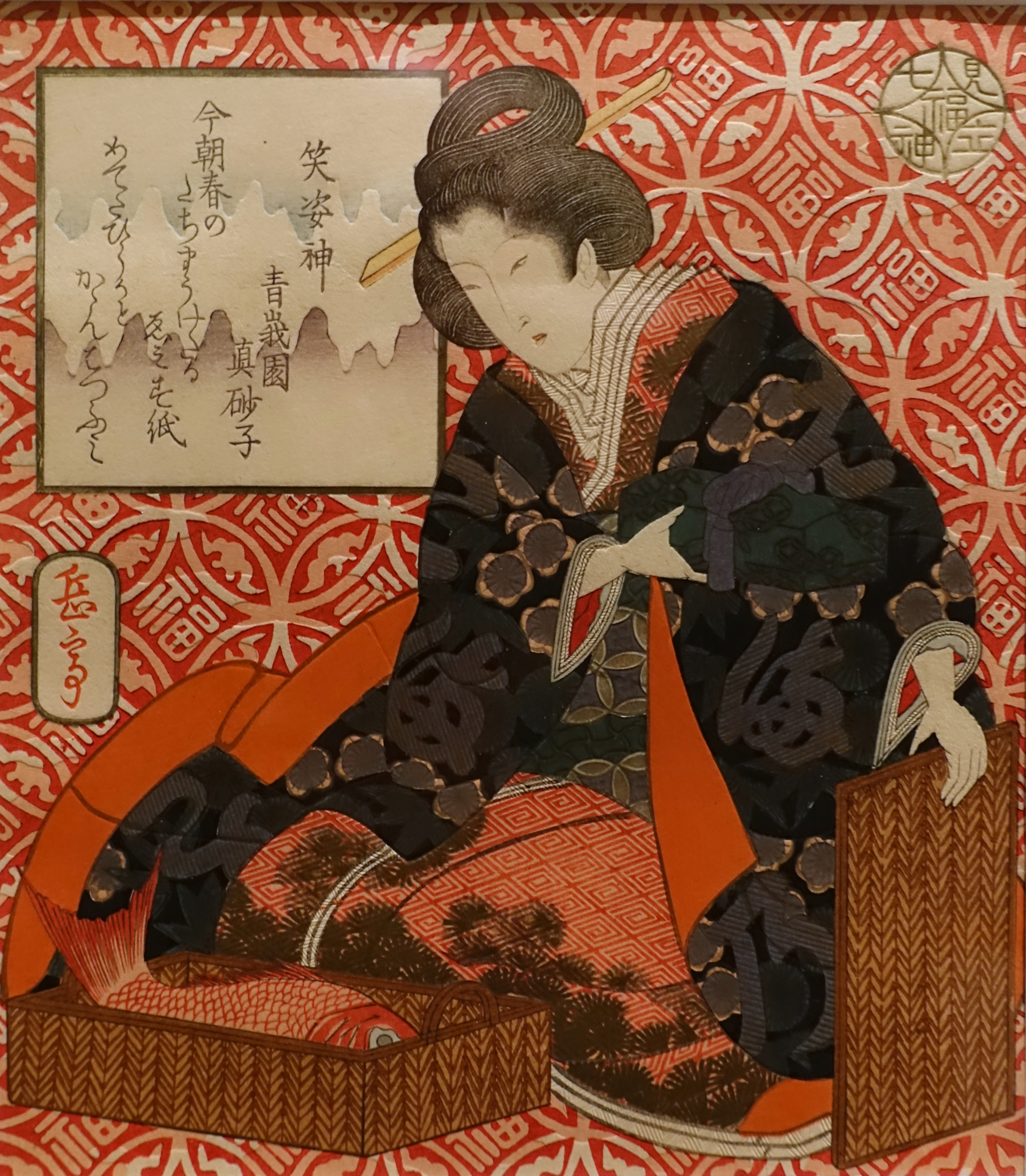
Una cortigiana con un'orata, rappresentazione del dio Ebisu, c. 1825

Alcuni studi hanno collegato l'origine dei burattinai itineranti conosciuti come kugutsu al mito che ha per protagonista un pescatore chiamato Hyakudayū 百大夫, ritenuto loro antenato. Egli avrebbe raccolto alla deriva, tra le onde, un bambino di circa dodici anni, che si rivelò essere il dio Hiruko (o Ebisu 恵比寿, tradotto "bambino sanguisuga"), figlio primogenito degli dei della creazione Izanami e Izanagi, lasciato da loro alla deriva a causa del suo aspetto fisico: secondo il Kojiki egli era nato senza arti. Hiroku, dopo essere stato raccolto, avrebbe chiesto al pescatore di costruirgli un santuario, poi conosciuto come Nishinomiya, da cui sarebbe sorta l'omonima città, nel quale un officiante chiamato Dōkunbō 道薫坊 pronunciava gli oracoli del dio. Poiché alla morte di questi il luogo fu colpito da una serie di calamità attribuite a Hiruko, un editto imperiale ordinò che venisse scolpito un burattino a somiglianza di Dōkunbō. Hyakudayū lo realizzò, lo pose davanti al santuario e le calamità cessarono; alla sua morte il pescatore venne a sua volta divinizzato e venerato a Nishinomiya, e i pupazzi Dōkunbō divennero il suo corpo divino (shintai).
Questi fantocci vennero prodotti e diffusi nelle campagne dai burattinai itineranti (chiamati ebisukaki o ebisu-mawashi, vagabondi di Ebisu), principalmente a Nishinomiya nella prefettura di Hyougo. Essi erano ritenuti degli specialisti del rito, in grado di mediare i poteri di Ebisu attraverso il burattino, trasformando il lato minaccioso e pericoloso del dio, incline ai disastri e alle maledizioni, in quello positivo, portatore di fortuna e buoni auspici.

## Fonti letterarie
La fonte del periodo Heian sui kugutsu più famosa e dettagliata, sulla quale si basano le successive descrizioni, è il saggio Kairaishiki (傀儡子記, Resoconto sui kugutsu, ca 1087), dello scrittore e poeta Ōe no Masafusa, vissuto tra il 1041 e il 1111, autore anche di un saggio sulle intrattenitrici asobi, Yujoki (遊女記), che, insieme al primo, ha reso la sua opera la fonte più completa sulla prostituzione nel periodo Heian.

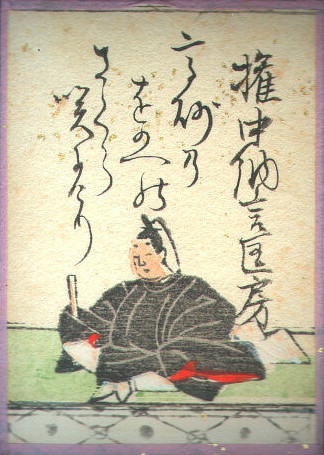
Ōe no Masafusa (1041-1111), autore di Kairaishiki (傀儡子記)

In Kairaishiki riporta come i costumi dei kugutsu fossero diversi da quelli del popolo giapponese, ipotizzando un legame con popoli nomadi giunti in Giappone dall'India attraverso la Cina e la Corea. Questa comunità di cacciatori e non di agricoltori, in quanto itineranti, secondo Masafusa non era sottoposta al controllo delle autorità provinciali e non pagava le tasse, non riconosceva la corte né temeva i funzionari locali: "vivono tutta la vita come vogliono":
(Ōe no Masafusa, Kuiriashi-no-ki)
Terry Kawashima ha notato come questa descrizione dei kugutsu risulti direttamente influenzata da immagini usate nei testi storici cinesi; in particolare l'uso di cavalli e archi, le yurte con tende di feltro, l'errare come mizukusa wo oite mote ishi (inseguendo l'erba acquatica), ricorderebbero la raffigurazione di un equivalente popolo nomade, quello degli Xiongnu, raccontato nel Libro degli Han.
Tale descrizione, considerate le fonti cinesi dalle quali risulta debitrice, ha fatto interrogare diversi studiosi sulla reale accuratezza e veridicità delle informazioni riportate dall'autore.

### Le donnekugutsu

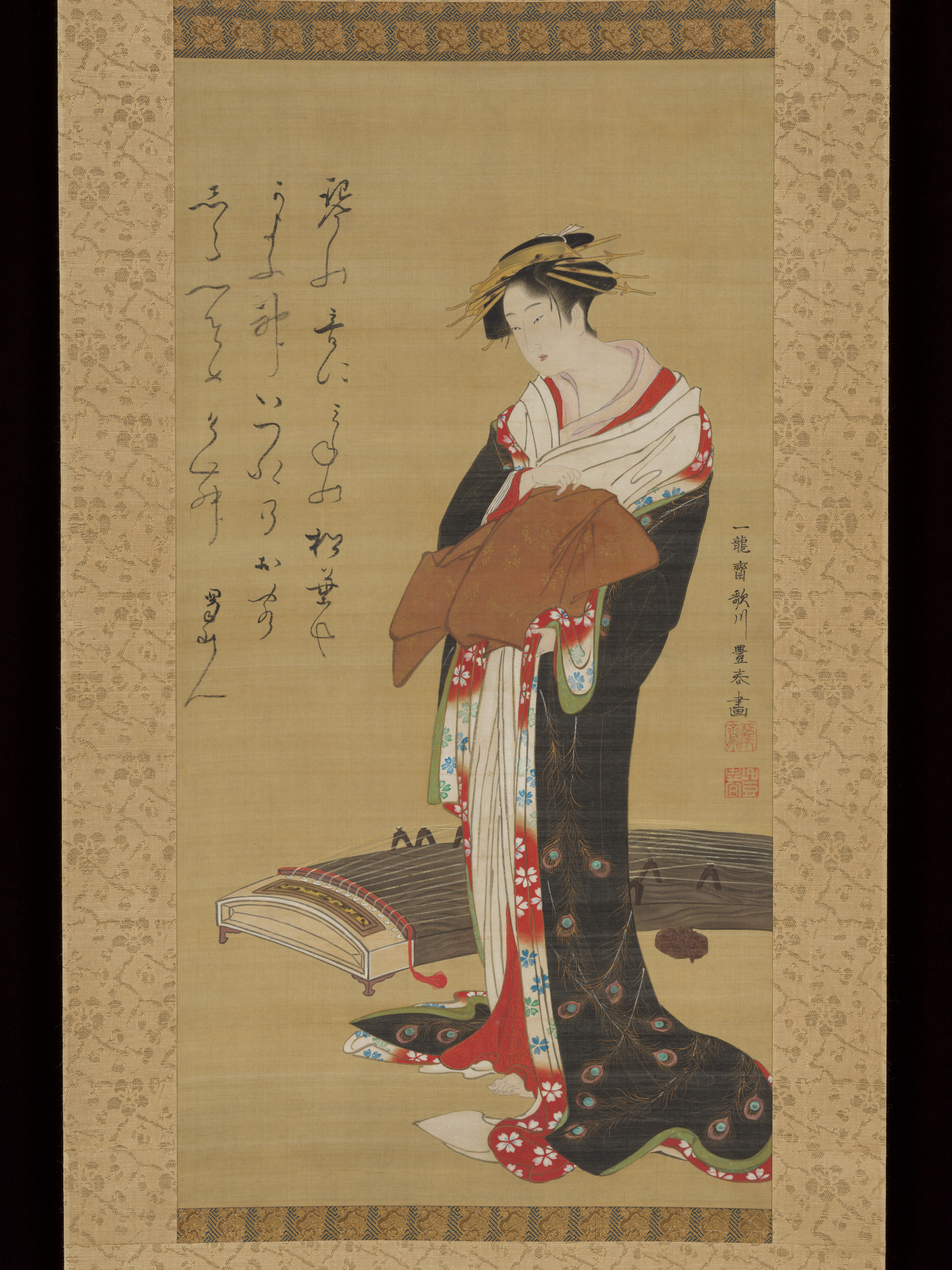
Utagawa Toyoharu, Cortigiana con un koto, ca. 1785

Anche la descrizione delle donne, secondo Kawashima, farebbe ricorso a topoi letterari tratti da una fonte cinese del V secolo, che ritrae alcune intrattenitrici in modo bizzarro, lo Hòu Hànshū 後漢書, 后汉书, Libro degli Han posteriori): sottili sopracciglia disegnate sul volto, il trucco con la "faccia triste", false lacrime e il sorriso "mal di denti" (teisho), camminata civettuola, piegata sui fianchi (setsuyoho). Così continua Masafusa:
Secondo Goodwin, rispetto all'altra categoria di donne, le asobi, anch'esse intrattenitrici sessuali, a cui Masafusa ha dedicato un altro saggio, le kugutsu sarebbero trattate in modo diverso, più come "avide prostitute, che sirene che deliziavano uomini di alto rango", un giudizio che la studiosa statunitense ritiene condizionato dai pregiudizi sociali nutriti nei confronti delle persone itineranti, senza fissa dimora, di cui esse rappresentavano una declinazione.
Il loro nomadismo, collegato all'instabilità e al commercio sessuale, compare come riferimento anche nell'Honchō mudaishi, la più grande antologia di poesie kanshi del periodo Heian. Le kugustsu ritratte in Kugutsu di Fujiwara no Tadamichi, una delle sette poesie rivolte a questa comunità di nomadi, vengono commiserate per le loro vite effimere e tristi, destinate, nella vecchiaia, a veder sfiorire il proprio corpo, simbolo del precedente successo.
negli anni del crepuscolo, in sua assenza, si prende cura della capanna dal tetto di assenzio.

I clienti in viaggio e i viaggiatori in cammino distolgono lo sguardo impietoso da lontano /

dai loro capelli bianchi e dal viso vuoto e rugoso.»
(Kugutsu di Fujiwara no Tadamichi (1097-1164), in Honcho mudaishi)
Ricercate, oltre che per la loro offerta sessuale, anche per le loro capacità canore, in particolare per l'esecuzione delle canzoni imayō che le rendevano parte attiva in diverse cerimonie religiose, alcune figure di artiste e cortigiane kugutsu vengono menzionate in un'altra fonte del tardo periodo Heian, il Konjaku monogatarishū (今昔物語集? lett. "Antologia delle avventure del passato e presente"), o Konjaku monogatari (今昔物語?), una raccolta di oltre mille racconti (monogatari), e nell'antologia di canzoni Ryōjin hishō 梁塵秘抄口伝集 redatta dall'imperatore Go-Shirakawa con la collaborazione della sua insegnante di imayō Otomae 乙前 (1085-1169), collocata a volte tra le asobi, a volte tra le kugutsu.
A differenza sia delle miko e delle asobi, le kugutsu potevano vantare una tradizione di lunga data di trasmissione orale dell'imayō per linee di parentela, che coltivavano con orgoglio e custodivano gelosamente. Secondo alcune versioni, nel tardo periodo Heian, acquisendo fama in questo genere musicale, alcune kugutsu si sarebbero stabilite in luoghi fissi, vicino alle stazioni dell'entroterra, soprattutto intorno ad Aohaka, Sunomata, Nogami e Akasaka nella provincia di Mino, tutte frequentate dai viaggiatori che si dirigevano verso lo snodo stradale di Tosando.
Verso la fine del periodo Kamakura, per ragioni ancora poco note, le cantanti imayō kugutsu svaniscono senza lasciare traccia.

## Evoluzione nel teatro

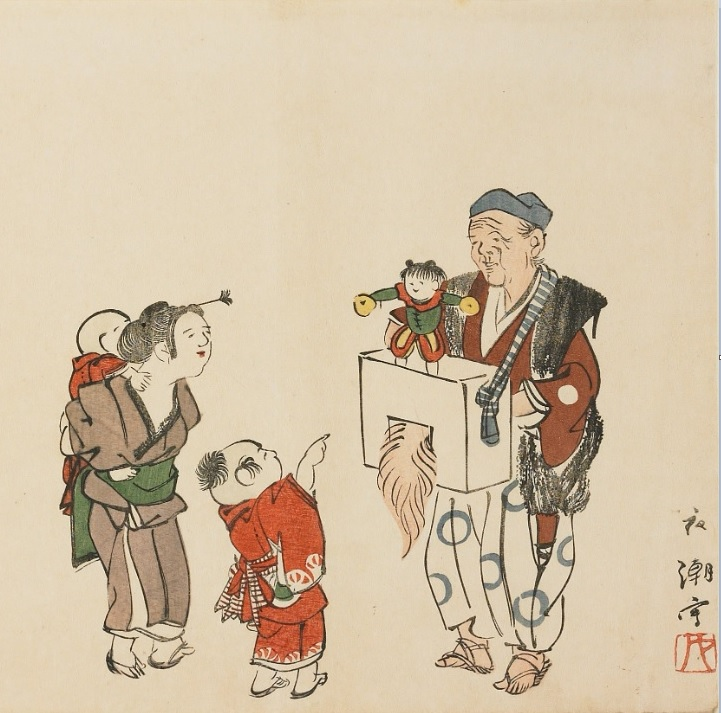
Yano Yachō, Burattinaio itinerante (Ebisu-mawashi), 1823

Negli studi di storia del teatro i kugutsu, o kugutsu-mawashi, vengono generalmente descritti come i primi burattinai itineranti, una sorta di "zingari" che si esibivano nei santuari, nei templi, nei fiumi e nelle località marittime, nelle strade e all'esterno delle case. In molte stampe elemento comune è la scatola di legno che essi portavano al collo (kubi-kuke, appeso al collo), usata sia da custodia di trasporto delle marionette che da palcoscenico. Queste venivano manovrate da dentro la scatola attraverso dei fili (questo metodo veniva chiamato sushikomi ningyō), in modo che il pubblico non potesse vedere le mani; in alternativa i pupazzi venivano inseriti direttamente sulle dita, collocando la scatola dietro la schiena. Le percussioni di un tamburo portato sulla cinta avevano la funzione di chiamare a raccolta i bambini, annunciando il loro arrivo.
Nel periodo Edo i burattinai venivano anche chiamati "gatti selvatici" (山猫, yamaneko o 山猫廻し, yamaneko mawashi) perché estraevano dalla scatola di legno piccoli animali come gatti o peluche. Altre fonti riportano che lo spettacolo offerto dai primi burattinai itineranti terminava sempre con l'apparizione improvvisa, sotto la scatola, della coda di una donnola, per spaventare scherzosamente i bambini.
Durante il periodo Heian i burattinai si stabilirono nelle vicinanze di santuari come Nishinomiya, dove, chiamati con il nome di Ebisu-shinkō (詳細表示), diffusero il culto di Ebisu, divinità della pesca, dell'abbondanza e del commercio.
Ancora nel XV secolo si ha notizia nei pressi del santuario di Nishinomiya dell'esistenza di un’associazione di burattinai, detti Ebisu-kaki えびすかき (恵比須舁), che si esibiva nelle case, manipolando con funzione augurale pupazzi del dio Ebisu; le figure di burattinai itineranti, che improvvisavano i loro spettacoli agli angoli delle strade, nei pressi di templi o santuari, persistono fino alla modernità.
È all'interno di questa tradizione di artisti che tra la fine del XVI e gli inizi del XVII sarebbe nato il jōruri (浄瑠璃), risultato della fusione dello spettacolo di burattini, della tradizione dei cantastorie-cantori e della musica shamisen, ed è sempre nella tradizione degli antichi burattinai kugutsu che viene fatta risalire l'origine del teatro di marionette bunraku.

## Posizione sociale

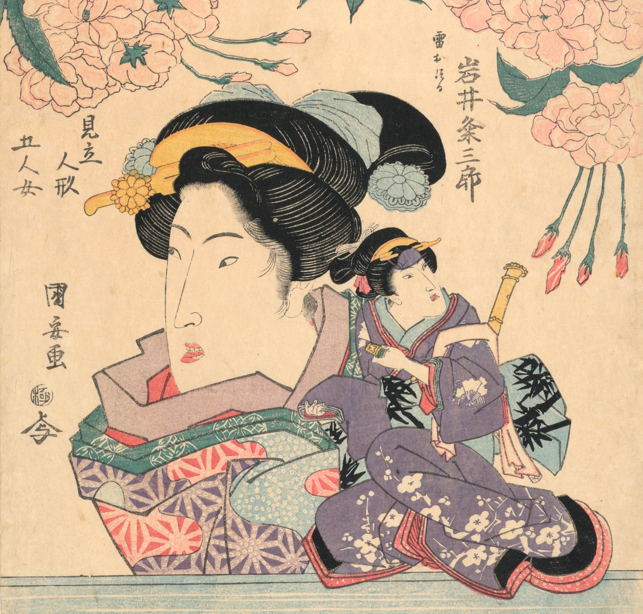
Utagawa Kuniyasu, Cinque ragazze con marionette teatrali, ca. 1820

Secondo diversi studiosi i burattinai dall'XI secolo fino alla Restaurazione Meiji non avrebbero goduto di una buona posizione sociale e ne sarebbero prova il ritrovamento di burattini antichi in villaggi sanjo in cui risiedevano le comunità fuori casta, e lo stesso termine kugutsu usato  nel linguaggio popolare per indicare anche le prostitute.
La studiosa Jane Marie Law, che attribuisce ai primi burattinai itineranti, per la funzione sciamanica svolta, una rilevanza significativa nella storia della religione giapponese, ritiene che essi avendo la responsabilità di "generare ordine dal caos e purezza dalla contaminazione", godessero di una notevole libertà di movimento, ma che in ragione della loro condizione di "stranieri" e di "outsider" rispetto alla vita delle comunità stanziali, e a seguito dell'evolversi del sistema di purezza rituale dominante del Medioevo, il loro status e la considerazione sociale di cui godevano abbiano subito nel tempo una ridefinizione in termini negativi.
Nel periodo Heian, precisa Law, erano due le figure di "specialista dei riti": il kannushi o shinshoku, un religioso incaricato della gestione di un santuario shintoista, e il waza bito (artista), che comprendeva, tra gli altri, divinatori onmyoji, ballerini nembutsu, burattinai kugutsu-mawashi, ossia persone non facenti parte della gerarchia religiosa. I waza-bito, secondo Law, finirono con l'essere emarginati e considerati socialmente pericolosi perché dotati di un potere che, per il loro stile di vita, in quanto "stranieri" e per lo più itineranti, suscitava timore, sospetto e diffidenza nelle comunità e nelle gerarchie religiose. In particolare i burattini con cui venivano identificati i kugutsu come gruppo sociale, rappresentando l'intersezione tra il mondo umano e il divino, avevano assunto, secondo l'autrice, un'eco potente e spaventosa: non erano solo dispositivi mimetici, ma costituivano un mondo parallelo, quello delle divinità ambigue, come Ebisu, con cui essi erano in contatto e di cui incanalavano la negatività con i loro rituali.

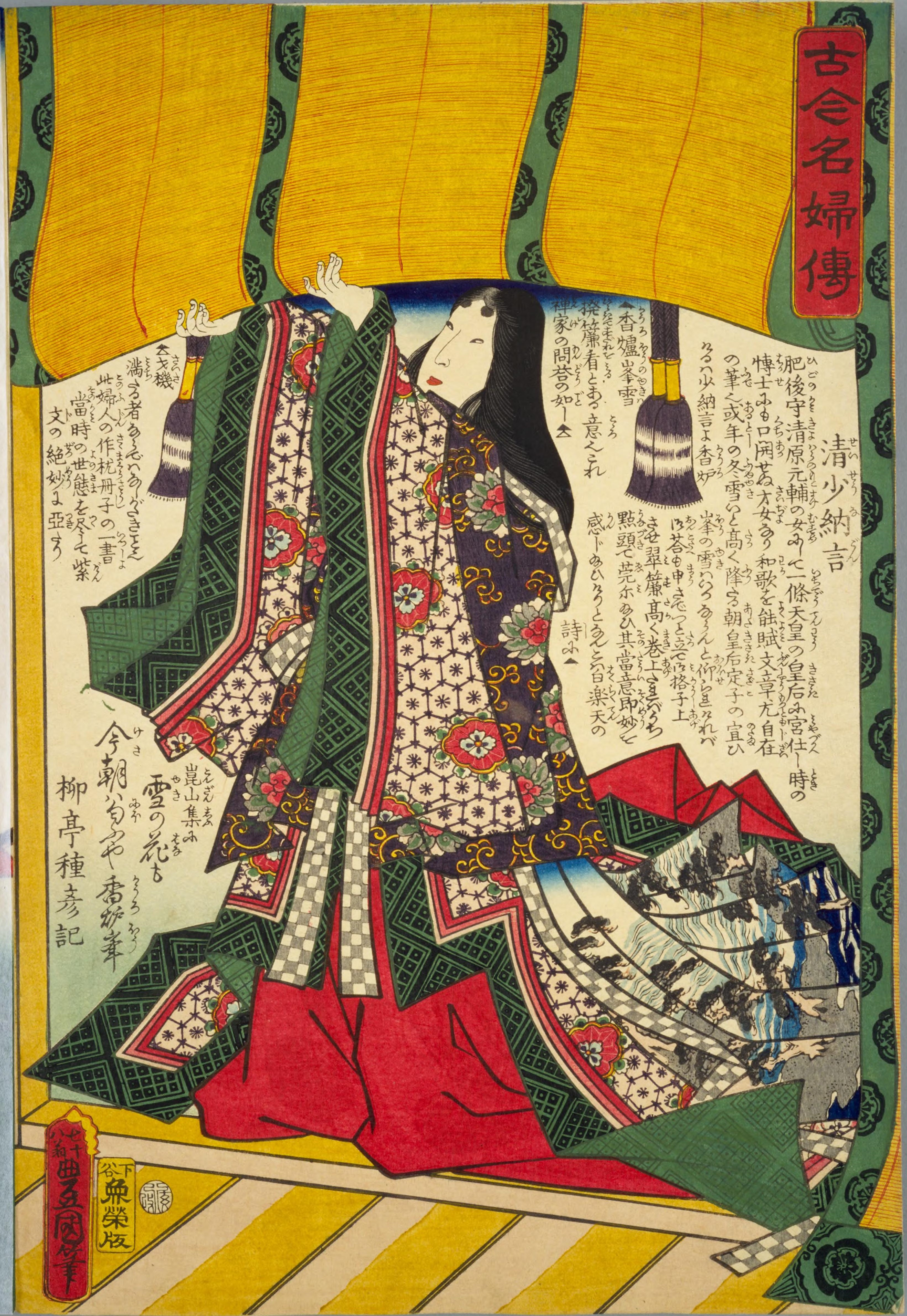
Sei Shōnagon (X-XI sec.), autrice delle Note del guanciale in un ritratto di Utagawa Kunisada

Per quanto riguarda l'evoluzione del sistema di purezza rituale, Law illustra come nel Giappone medievale esistesse una mappatura simbolica del paesaggio che localizzava i luoghi ritenuti impuri, condannando i loro abitanti ad essere stigmatizzati come persone da allontanare ed emarginare perché fonte di kegare: gli alvei dei fiumi (kawara) e le zone periferiche chiamate sanjo, sorte come luoghi separati destinati agli attori, ai professionisti dello spettacolo, agli esecutori di rituali (musicisti, divinatori, burattinai) e a coloro che svolgevano professioni che comportavano il contatto con la morte e con il sangue (macellai, conciatori, custodi delle tombe, ecc.), generalmente collocati tra gli hinin, i fuori casta.
Tra la fine dell'XI e il XII secolo i gruppi marginali della società, come kugutsu e cortigiane, divennero un diffuso soggetto nei testi letterari, specie kanshi e waka. Tra queste fonti, una che insiste sull'itineranza e sulla devianza dei kugutsu rispetto alle norme sociali è l'Honchō mudaishi, la più grande antologia di poesie kanshi del periodo Heian, in cui i burattinai vengono definiti “vagabondi”, “imbroglioni e pazzi”, fuorilegge che “vagano in lungo e in largo”.
Circa un secolo prima, Sei Shōnagon nelle sue Note del guanciale (枕草子?, Makura no sōshi, anno 1000 circa) aveva descritto i kugutsu (termine tradotto da Ivan Morris come "suonatori itineranti, menestrelli"), mentre svolgevano le loro attività di intrattenimento musicale all'interno del palazzo reale. Secondo Janet R. Goodwin, questo dimostrerebbe che non erano osteggiati, una tesi sostenuta anche dallo storico Amino Yoshihiko, secondo il quale i kugutsu ancora nei secoli XII-XIII secolo erano, come gli shokunin, membri accettati della società giapponese, possedevano terre, non erano considerati dei fuorilegge e potevano presentare denunce legali davanti alle autorità governative.
Nel periodo Kamakura, tuttavia, sarebbero intervenuti dei cambiamenti, soprattutto a seguito del diffondersi dei principi buddisti legati all'impurità, una variazione rilevabile sia nelle fonti letterarie che nella legislazione bakufu. Le intrattenitrici kugutsu e asobi, in particolare, vennero stigmatizzate e definite persone "vili", contrapposte alle donne onorate; con riferimento alla professione svolta venne limitato il loro diritto ereditario.